# Alma minha gentil, que te partiste

“Alma minha gentil, que te partiste
Tão cedo desta vida descontente,
Repousa lá no Céu eternamente
E viva eu cá na terra sempre triste.Se lá no assento etéreo, onde subiste,
Memória desta vida se consente,
Não te esqueças daquele amor ardente
Que já nos olhos meus tão puro viste.E se vires que pode merecer-te
Alguma cousa a dor que me ficou
Da mágoa, sem remédio, de perder-te,Roga a Deus, que teus anos encurtou,
Que tão cedo de cá me leve a ver-te,
Quão cedo de meus olhos te levou.”

— Luís de Camões, Rimas (1595), Soneto XIII.
Alma minha gentil, que te partiste é um dos mais famosos sonetos da língua portuguesa.
O poema foi escrito pelo português Luís de Camões a respeito de sua falecida amada Dinamene, e onde o amor platónico, com características petrarquianas, se revela num dos seus expoentes máximos.
A desventura do poeta, condenado a viver triste, eternamente, é também um dos temas recorrentes em Camões.